# Jakub Szynkiewicz
Jakub Szynkiewicz (16. dubna 1884, Ljachaviči, Ruské impérium (dnes Bělorusko) – 1. listopadu 1966, Waterbury, Connecticut) byl polský muftí a orientalista. Narodil se do tatarské rodiny. Během druhé světové války sloužil jako mufti pro území obsazené nacisty. Na konci roku 1944 opustil Polsko a odešel do Egypta. Po válce se do komunistického Polska již nevrátil. V roce 1952, kdy egyptský prezident Gamál Násir začal spolupracovat se zeměmi Východního bloku, kdy také započal výstavbu Asuánské přehrady, kterou Egypt vybudoval s pomocí Sovětského svazu, se rozhodl opustit Egypt a usadit se v USA, kde 1. listopadu 1966 zemřel.

## Publikace
- Wersety z Koranu (Sarajewo - Wilno 1935)
- Sprawozdania z podróży muftiego Jakuba Szynkiewicza. Źródła, omówienie, interpretacja (Białystok 2013)